# Caperonia fistulosa
Caperonia fistulosa är en törelväxtart som beskrevs av Lucien Beille. Caperonia fistulosa ingår i släktet Caperonia och familjen törelväxter. Inga underarter finns listade i Catalogue of Life.